# هينا إيكا
هينا إيكا (بالإنجليزية: Hina-lka)‏ معنى الكلمة “سيدة الأسماك”. وهي ربة أسماك هاواي. صنعت الثياب من قشور الشجر وعلمت ذلك للبشر. وهي أم جزيرة مولوكاي. وترتبط أيضا بالقمر؛ فهينا كيغا Hina-Kega هي القمر المنير، وهينا يوري Hina-Uri هي الظلام، هي القمر غير المرئي. وتشتهر في بولينيزيا باسم إينا Ina.